# Karol Langie
Karol Langie (1814 Białobrzeżki – 28. září 1889 Krakov) byl rakouský národohospodář a politik polské národnosti z Haliče, během revolučního roku 1848 poslanec Říšského sněmu.

## Biografie
Narodil se roku 1814 v Białobrzeżkách, v okrese Rzeszow. Vystudoval gymnázium v Přemyšli a práva na Lvovské univerzitě. Chtěl nastoupit do soudní služby, ale nebyl přijat jako politicky nespolehlivá osoba. Byl členem mnoha vlasteneckých polských spolků a nalézal se pod trvalým policejním dohledem. Během krakovského povstání roku 1846 ho krátce existující povstalecká polská vláda (Rząd Narodowy Rzeczypospolitej Polskiej) jmenovala náčelníkem okresu Rzeszów. Vydal se tam a tak unikl bojům a možné smrti. Po porážce povstání se i s rodinou uchýlil na půl roku do emigrace v Bavorsku a Švýcarsku. Po návratu z exilu se usadil v Krakově.
Byl městským radním a členem akademie v Krakově (Akademia Umiejętności). Publikoval mnoho národohospodářských článků v dobovém tisku. V roce 1843 vydal Swiętojanka, noworocznik gospodarski, roku 1864 Kalendarz naukowy, roku 1866 spis O sprawie głodowej w Galicji 1866 roku, roku 1868 Magistrat wobec wolnej gminy nebo spis O dobroczynności. Roku 1849 se uvádí jako Karl Langie, měšťan v Krakově.
Během revolučního roku 1848 se opět zapojil do veřejného dění. V roce 1848 se stal tajemníkem Národní rady v Krakově. Události onoho roku vylíčil ve spisku Die krakauer Vorfälle 1848. Ve volbách roku 1848 byl zvolen i na ústavodárný Říšský sněm. Zastupoval volební obvod Krakov I. Tehdy se uváděl coby měšťan. Náležel ke sněmovní levici.
Po rozpuštění parlamentu roku 1849 se vrátil do Krakova a nadále se veřejně angažoval. Byl dlouholetým členem výboru spolku Towarzystwo Rolnicze Krakowskie. Po obnovení ústavního systému vlády byl roku 1861 zvolen za poslance Haličského zemského sněmu za kurii velkostatkářkou. Zemřel v září 1889.
Jeho synem byl politik Tadeusz Langie (1841–1919).